# We Can’t Dance
A We Can't Dance az angol Genesis együttes tizennegyedik stúdióalbuma 1991-ből. Ez az utolsó album, amelyet Phil Collinssal készítettek el, ő 1996-ban barátságban elvált a zenekartól, hogy a szólókarrierjére koncentrálhasson.
Az Invisible Touch 1986-os sikerét követő öt év hallgatás után jelent meg a lemez. Angliában első, Amerikában negyedik lett az albumlistán, világszerte mintegy 24 millió példányban kelt el.
Több sikeres kislemezt tartalmazott: Hold On My Heart, No son of Mine, I Can't Dance és Jesus He Knows Me, ez utóbbi kettőt humoros, szatirikus videóklipek támogatták.
Az album megjelenése után látva a nagy sikert, a Genesis The Way We Walk címmel világkörüli turnéra indult, és stadionkoncertekre vállalkozott Amerikában is.

## Az album dalai
1. No Son of Mine (szöveg: Phil Collins) – 6:39
2. Jesus He Knows Me (szöveg: Phil Collins) – 4:16
3. Driving The Last Spike (szöveg: Phil Collins) – 10:08
4. I Can't Dance (szöveg: Phil Collins) – 4:01
5. Never a Time (szöveg: Mike Rutherford) – 3:50
6. Dreaming While You Sleep (szöveg: Mike Rutherford) – 7:16
7. Tell Me Why (szöveg: Phil Collins) – 4:58
8. Living Forever (szöveg: Tony Banks) – 5:41
9. Hold On My Heart (szöveg: Phil Collins) – 4:38
10. Way of the World (szöveg: Mike Rutherford) – 5:38
11. Since I Lost You (szöveg: Phil Collins) – 4:09
12. Fading Lights (szöveg: Tony Banks) – 10:16

## Kislemezek
1. No Son Of Mine/Living Forever UK #6; US #12
2. I Can’t Dance/On The Shoreline UK #7; US #7
3. Hold On My Heart/Way Of The World UK #16; US #12
4. Jesus He Knows Me/Hearts On Fire UK #20; US #23